# Nissan Be-1
La Nissan Be-1 è un'utilitaria di nicchia realizzata e commercializzata dalla casa nipponica Nissan nel 1987. È la prima delle cosiddette "Pike car", cioè auto dalla linea rétro disegnate dal gruppo progetti speciali della casa giapponese e vendute in un numero limitato di esemplari senza il marchio Nissan. Il nome dell'auto deriverebbe dal codice del progetto: "Bozza B, n° 1".

## Storia
La Be-1 fa la sua prima apparizione al grande pubblico sotto forma di concept car al Salone dell'Automobile di Tokyo del 1985. È un'auto dalla linea inusuale per una giapponese, che fa il verso alle piccole vetturette inglesi, prima fra tutte la Mini. La piccola utilitaria riceve una buona accoglienza dal pubblico, e così la Nissan decide di far partire una produzione in serie limitata di 10.000 esemplari. Arriverà sul mercato nel gennaio del 1987. Per contenere i costi, la meccanica della Be-1 è interamente ereditata dalla Nissan Micra prima serie a tre porte: telaio, sospensioni, cambio e motore sono esattamente identici. Rispetto alla "sorella" però, il corpo vettura è leggermente più corto e alto. Altra caratteristica della piccola utilitaria è la carrozzeria, realizzata in resina anziché in acciaio, e il tetto in tela a comando elettronico, che scorre fino ai sedili posteriori. Gli interni sono spartani, con gli indicatori del cruscotto tondi, in stile rétro, plastiche economiche e tessuti dei sedili grezzi.
Come già detto precedentemente, il motore è lo stesso montato sulla prima serie della Micra: un 4 cilindri in linea raffreddato ad acqua da 987 cc, dotato di un singolo albero a camme in testa ed erogante 52 cavalli, offerto in abbinamento con un cambio automatico a tre rapporti oppure con uno manuale a cinque rapporti. I freni montati sono a dischi pieni all'anteriore e a tamburo al posteriore. Tutti gli esemplari della Be-1 sono stati realizzati interamente a mano.
Al momento del lancio nelle concessionarie giapponesi, la Be-1 era stata proposta in una produzione di 400 esemplari al mese per i successivi tre mesi; questo scatenò un boom di ordini tra il pubblico per cercare di accaparrarsi la piccola utilitaria: tutta la produzione di 10.000 auto era già stata completamente prenotata solamente quattro giorni dopo il suo lancio, un successo che nemmeno la casa madre Nissan aveva previsto. Tuttavia l'auto non era esente da difetti: come lamentato da alcuni acquirenti della vettura, la Be-1, nonostante il peso ridotto (circa 700 kg) soffriva di una certa "pesantezza" nelle manovre, probabilmente dovuta all'assenza del servosterzo. Inoltre, la velocità massima e la tenuta di strada, pur adeguate al tipo di auto, non erano eccezionali. Ciò comunque non ha impedito alla Be-1 di avere un ottimo successo tra il pubblico giapponese, tanto che la Nissan realizzerà in seguito altre tre "Pike car": la Pao, la Figaro e il veicolo commerciale S-Cargo.